# ありがとう〜旅立ちの声〜
「ありがとう〜旅立ちの声〜」は、ベリーグッドマンのメジャーデビュー1枚目のシングル。2016年3月9日発売。

## 概要
- インディーズ時代の配信限定シングルを含めて通算5枚目のシングルとなる。
- 「ありがとう〜旅立ちの声〜」のタイトルと所属事務所のARIGATOに合わせてサンキューの日である3月9日に発売された。同日はメンバーであるHiDEXの母の誕生日でもある。
- メンバーのRoverが5歳の時に喉頭癌で闘病生活を送っていた父親が亡くなる前に書いた「旅立ちの声」という手紙をもとに制作された[1]。
- 編曲にはシンガーであり、クリエイターでもあるHiDEXの兄NAOがピアノとストリングスを担当している[2]。
- 通常盤には阿佐ヶ谷姉妹が、千葉県立幕張総合高校合唱団と共に参加したバージョンが収録されている[3]。
- 初回限定版には「ありがとう〜旅立ちの声〜」のミュージックビデオが収録されたDVDが同梱。またMVにはメンバーのMOCAがソロ活動時代より親交のあるたむらけんじが出演しており、初回限定版のジャケットにも起用[4]。
- オリコン・ウィークリーランキング最高順位は37位[5]。
- Uta-Netで先行公開され、2016年1月8日付で即日リアルタイムランキング1位を獲得した[6]。
- メジャーデビューにあわせてインディーズでのデビュー曲「コンパス」をやわらかく響くアコースティックな音色に再アレンジした「コンパス-2016 ver.-」も収録[7]。

## 収録曲

### 通常版
CD
1. ありがとう〜旅立ちの声〜
  - 作詞・作曲 ベリーグッドマン 編曲 NAO･HiDEX
2. Mornin’
  - 作詞・作曲 ベリーグッドマン 編曲 HiDEX
3. コンパス - 2016 ver. -
  - 作詞・作曲 ベリーグッドマン 編曲 HiDEX
4. ありがとう〜旅立ちの声〜 feat. 阿佐ヶ谷姉妹 with 千葉県立幕張総合高校合唱団
5. ありがとう〜旅立ちの声〜 (Instrumental)
6. Mornin’ (Instrumental)

### 初回限定版
CD
1. ありがとう〜旅立ちの声〜
2. Mornin’
3. コンパス - 2016 ver. -
4. ありがとう〜旅立ちの声〜 (Instrumental)
5. Mornin’ (Instrumental)

DVD
1. ありがとう〜旅立ちの声〜(MV)

## タイアップ
ありがとう〜旅立ちの声〜
- 毎日放送『ENT』2016年3月度エンディング・テーマ
- 東海テレビ『オトナ養成所 バナナスクール』2016年3月度エンディング・テーマ
- テレビ金沢『マル得配便DX』2016年3月度エンディング・テーマ
- フリスクコーラミント新発売記念「爽快ミュージックキャンペーン」

## 収録アルバム
ありがとう〜旅立ちの声〜
- 『SING SING SING 4』#10
- 『BEST BEST BEST』LIFE DISC #6

 Mornin’
- 『BEST BEST BEST』LIFE DISC #9
- 『SING SING SING 5』初回限定盤DVD「ベリー・バンド・セッション Vol.1」#2

 コンパス - 2016 ver. -
- 『BEST BEST BEST』LIFE DISC #10

## プロ野球選手登場曲
- 中日ドラゴンズ 杉山翔大(2016年)